# George Onslow
Andre George Louis Onslow (ur. 27 lipca 1784 w Clermont-Ferrand, zm. 3 października 1853 tamże) – francuski kompozytor.

## Życiorys
George Onslow urodził się w Clermont-Ferrand jako jeden z czterech synów Anglika sir Edwarda Onslowa i Francuzki Rosalie (lub Marie) de Bourdeilles de Brantôme. Po wybuchu rewolucji francuskiej wyemigrował z ojcem do Londynu, gdzie pobierał lekcje fortepianu u Jana Ladislava Dusska oraz Johanna Baptiste'a Cramera. W 1798 roku powrócił do Owernii, gdzie prowadził typowe życie zamożnego ziemianina, uprzyjemniając muzyką spotkania w gronie przyjaciół. Pałacowe muzykowanie rozbudziło w nim zainteresowanie kameralistyką. Studiowanie partytur Haydna, Mozarta, Beethovena i Boccheriniego zachęciło go do podjęcia własnych prób kompozytorskich. Podstawy harmonii zgłębiał z pomocą hrabiego Hippolyta Murata, któremu dedykował trzy kwintety smyczkowe op. 1. W latach 1807–1808 odbył krótkie studia kompozytorskie u Antona Reichy. W 1808 roku poślubił córkę markiza de Fontanges, Delfinę. Pierwsze salonowe sukcesy Onslowa rozbudziły zainteresowanie utalentowanym amatorem w środowisku zawodowych muzyków. Dedykacje na jego utworach (a zgodnie z ówczesnymi obyczajami adresata prosiło się o wyrażenie zgody na przyjęcie utworu) świadczyły o zażyłości z elitą skrzypków (P. Baillot, F.-A. Habeneck, J.-D. Alard), pianistów (J.N. Hummel, S. Thalberg), wiolonczelistów (M. Norblin, A. Franchomme), z najlepszymi kwartetami (braci Müller oraz braci Bohrer). Sukces opery Kolporter, wystawionej w Paryżu, Niemczech i Austrii, spopularyzował nazwisko Onslowa w Europie Środkowej.
W 1836 roku mianowano go honorowym członkiem londyńskiej Philharmonic Society (drugim po Mendelssohnie). W 1842 roku został następcą Luigiego Cherubiniego na stanowisku dyrektora Académie des Beaux-Arts.

## Twórczość
Za życia był popularnym kompozytorem szczególnie w Niemczech, Austrii i Anglii, gdzie jego 36 kwartetów smyczkowych i 34 kwintety smyczkowe cieszyły się niemałą popularnością. Wzorem Boccheriniego w kwintetach Onslow podwójnie obsadzał wiolonczelę. Od czasu premiery Kwintetu f-moll op. 32, kiedy nieobecnego drugiego wiolonczelistę musiał zastąpić najsławniejszy kontrabasista tamtych czasów, Domenico Dragonetti, zachwycony jego grą kompozytor prawie zawsze dopisywał do składu kontrabas lub drugą wiolonczelę. Tylko w trzech ostatnich kwintetach zdwoił altówkę, prawdopodobnie dlatego, że przeznaczył je na festiwal swojej muzyki zorganizowany w Kolonii, gdzie popularniejsza była obsada wiedeńska.
Najbardziej znanym utworem Onslowa stał się Kwintet smyczkowy c-moll op. 38, nazywany Kwintetem o kuli (Quintette de la Balle). Kompozytor uwiecznił w nim wypadek, jakiego doznał podczas polowania, kiedy to przypadkowo został ranny w głowę. Swoje cierpienie wyraził w Menuecie zatytułowanym Dolore. Chorałowe Andante sostenuto "Convalescenza" grane con sordini e sempre sotto voce (z tłumikami i zawsze łagodnym dźwiękiem) nawiązuje do Modlitwy dziękczynnej cudownie uzdrowionego z Kwartetu smyczkowego a-moll Beethovena. Finał Guarigione ilustruje wyzdrowienie.
Utwory Onslowa odznaczały się dobrymi proporcjami formalnymi, umiejętnym wykorzystaniem instrumentów, niekiedy nawet swobodnym kontrapunktem, elegancją i śpiewnością, nasuwającą skojarzenia z ówczesną muzyką operową. Jego dzieła cenili wysoko Schumann, Beethoven, Schubert, a nawet Berlioz, będący z reguły bardzo krytyczny wobec innych kompozytorów. Robert Schumann, uważał kameralną muzykę Onslowa za równą z muzyką Mozarta, Haydna i Beethovena. Mendelssohn także podzielał tę opinię.
Oprócz kwartetów i kwintetów smyczkowych, jego najpopularniejszych dzieł, napisał 10 triów fortepianowych, trzy kwintety fortepianowe, kwintet fortepianowo-dęto-drewniany, dwa sekstety fortepianowo-dęto-drewniane, septet fortepianowo-dęto-drewniany i sonaty skrzypcowo-fortepianowe.
Pisał również symfonie, skomponował cztery opery, (m.in. Le Colporteur, z której tematy formowały fantazje innych kompozytorów, tak jak Friedricha Kuhlaua na flet i pianino), kilka utworów fortepianowych oraz kilka dzieł wokalnych.
W 1846 roku Allgemeinge musikalische Zeitung przyznała Onslowi tytuł "Żywego pomnika lepszej epoki w sztuce", nazywając jego utwory perłami wielu koncertów.
W Polsce muzykę Onslowa cenił Feliks Dobrzyński, który zadedykował mu Kwintet smyczkowy F-dur op. 20. Hrabia Józef Cichocki grywał jego kwintety smyczkowe wykonując na flecie partię skrzypcową. Utwory Onslowa regularnie prezentowano w warszawskiej Resursie Kupieckiej. Po I wojnie światowej jego muzyka popadła w zapomnienie. Do 1984 roku nazwisko Onslowa było prawie zupełnie nieznane.
Utwory Onslowa drukowały najlepsze oficyny wydawnicze, takie jak Breitkopf & Härtel czy oficyna Fr. Kistnera.